# АЕС Штаде
Атомна електростанція Штаде (нім. Kernkraftwerk Stade, KKS) — закрита атомна електростанція в Німеччині, потужністю 672 МВт. АЕС експлуатувалася з 1972 по 2003 рік в пісках Штаде біля місця впадіння річки Швінге в Ельбу. Атомна електростанція Штаде — перша АЕС, що була закрита після початку відмови від ядерної енергетики в Німеччині і яка перебуває зараз на 4 етапі демонтажу (знесення залишкових забруднених частин установок, підтвердження відсутності зараження, звільнення структур, що залишаться, від нагляду правових організацій відповідальних за ядерну енергетику).
АЕС Штаде лежить на південному березі Ельби на земельних угіддях ганзейського міста Штаде в Нижній Саксонії, близько 30 км західніше Гамбургу біля також закритої та вже демонтованої Шіллінгської електростанції. АЕС була оснащена легководним водо-водяним ядерним реактором.

## Галерея

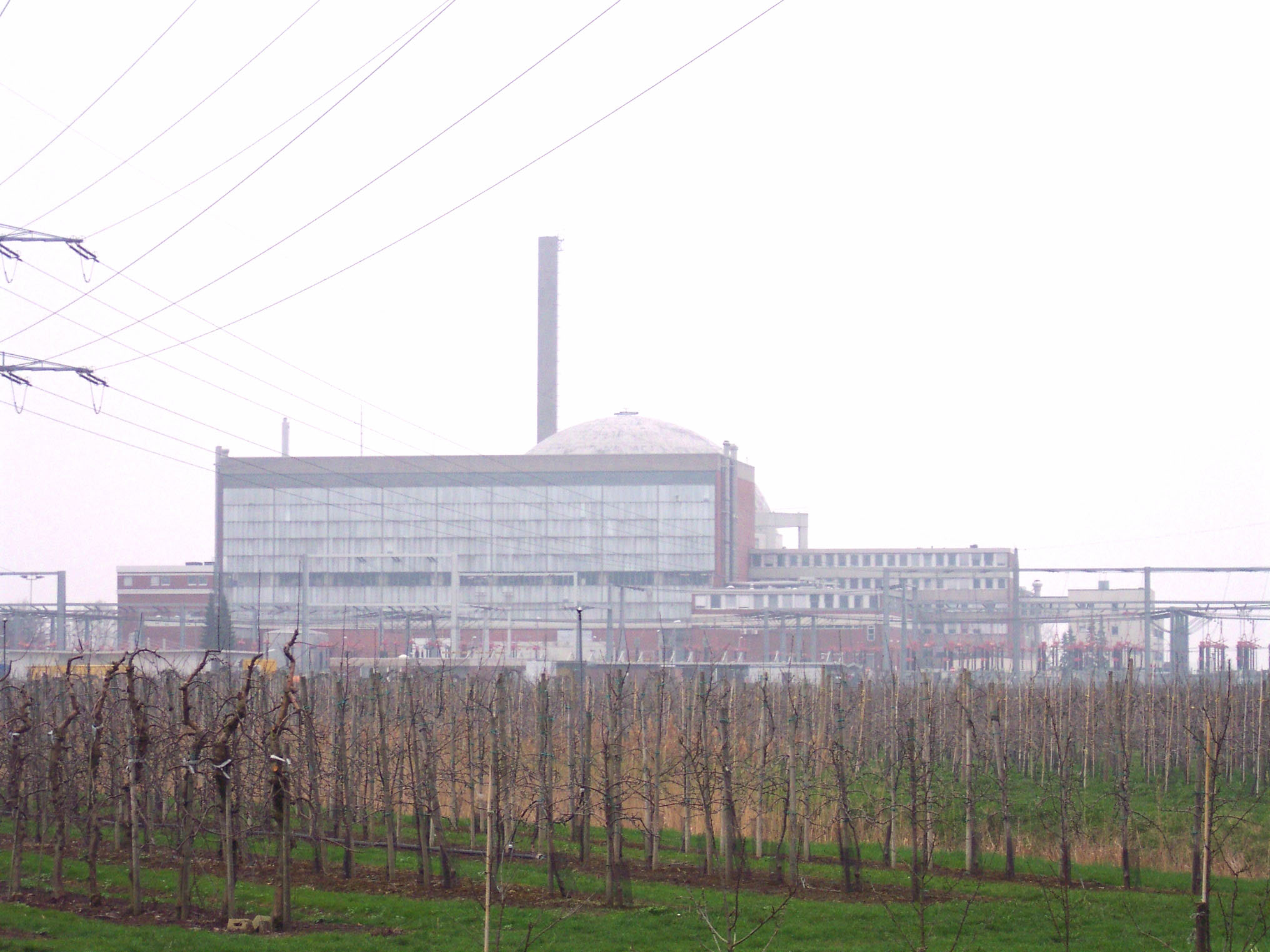
Північно-західний вигляд АЕС Штаде
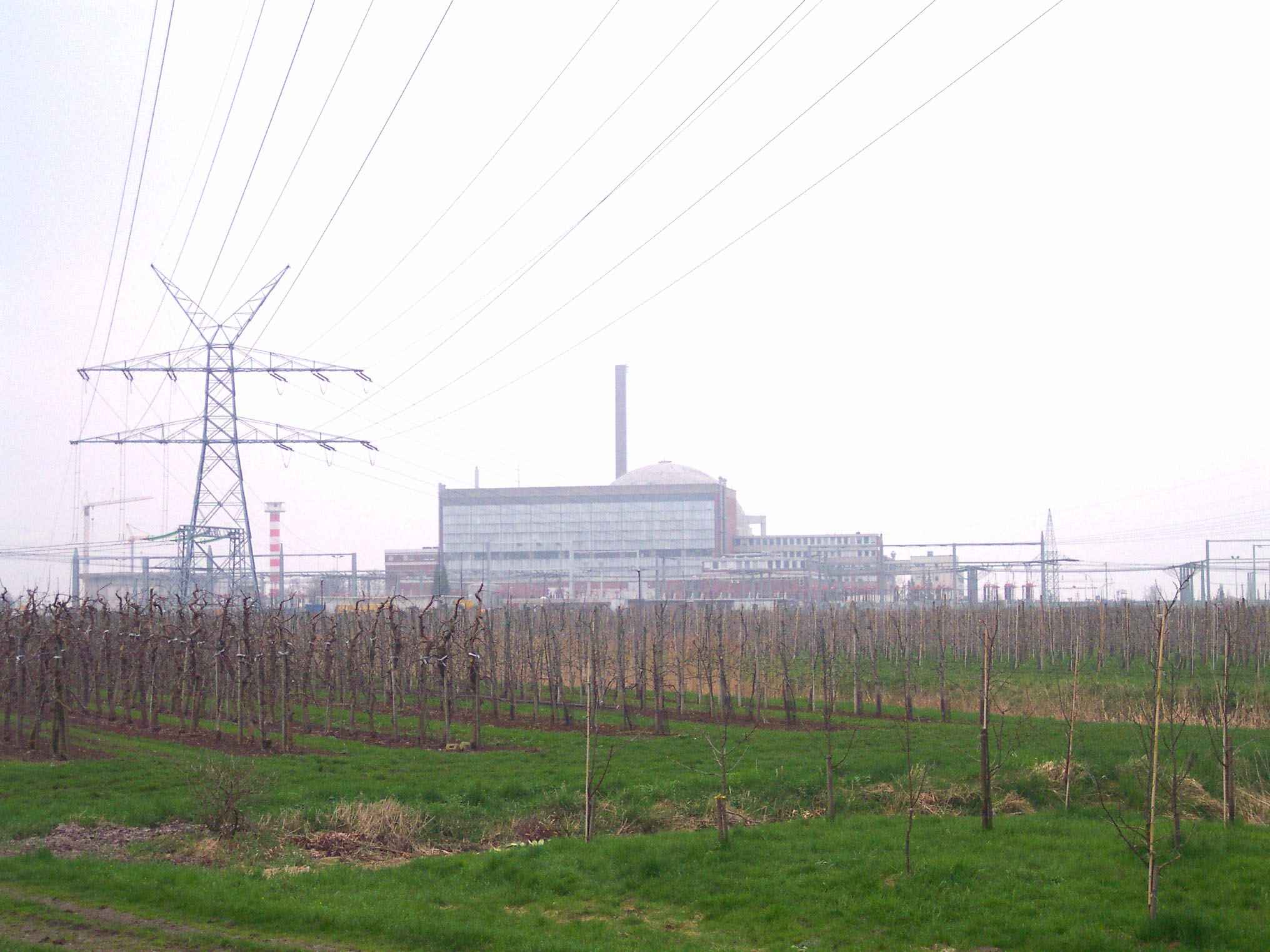
Північно-західний вигляд АЕС Штаде з інфраструктурою
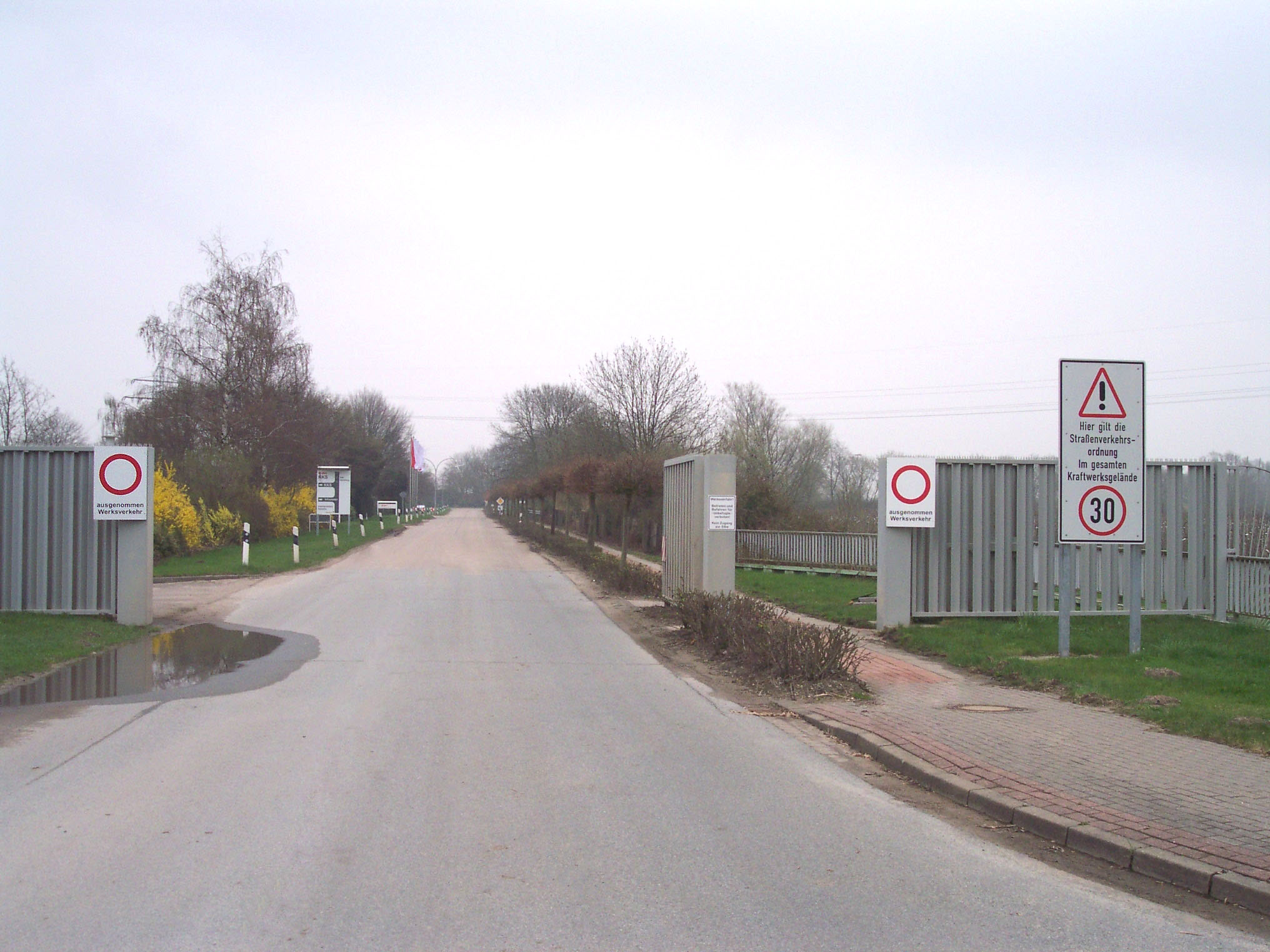
В'їзд у АЕС
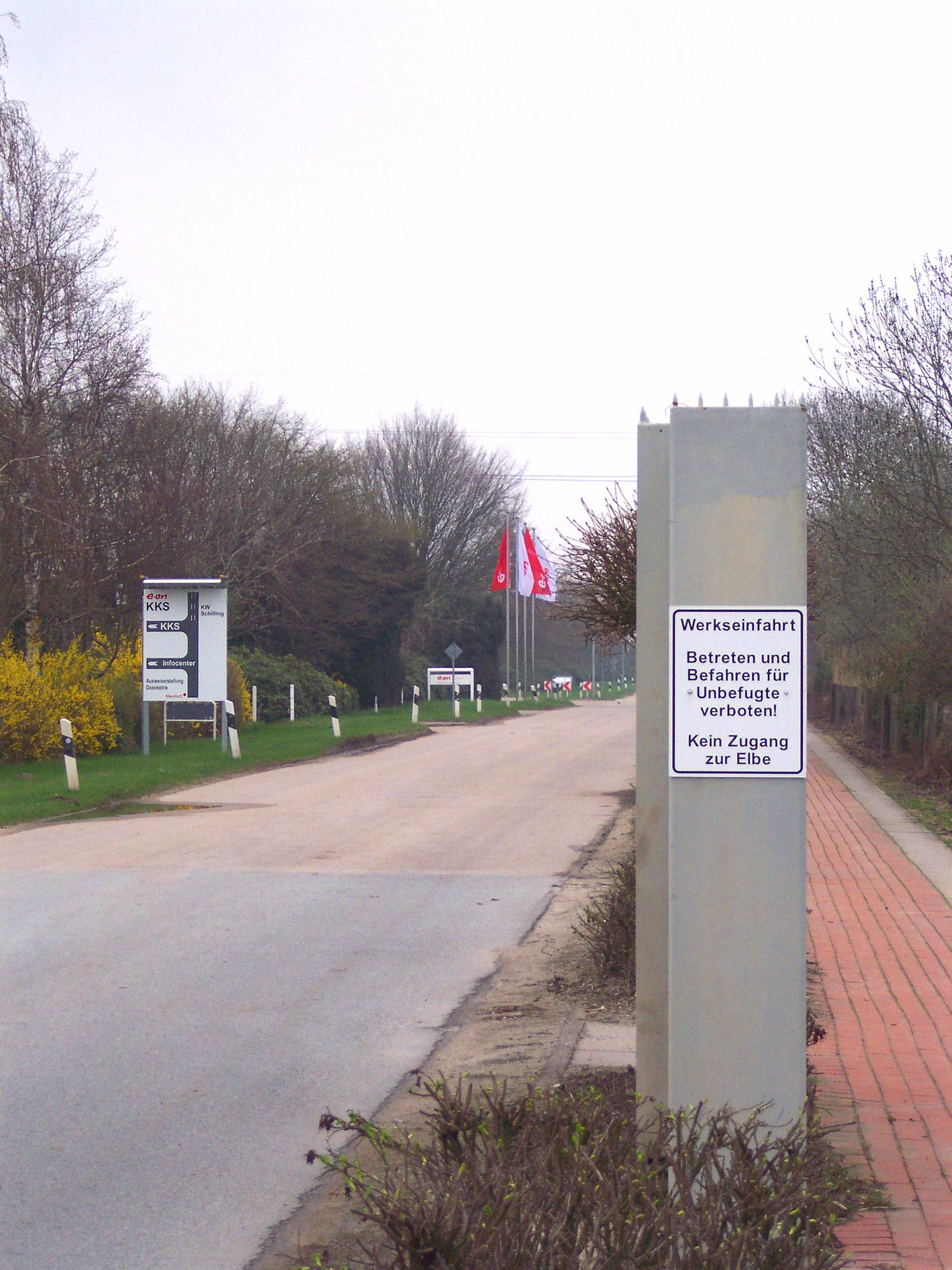
Таблички «вхід заборонений» при вході в АЕС
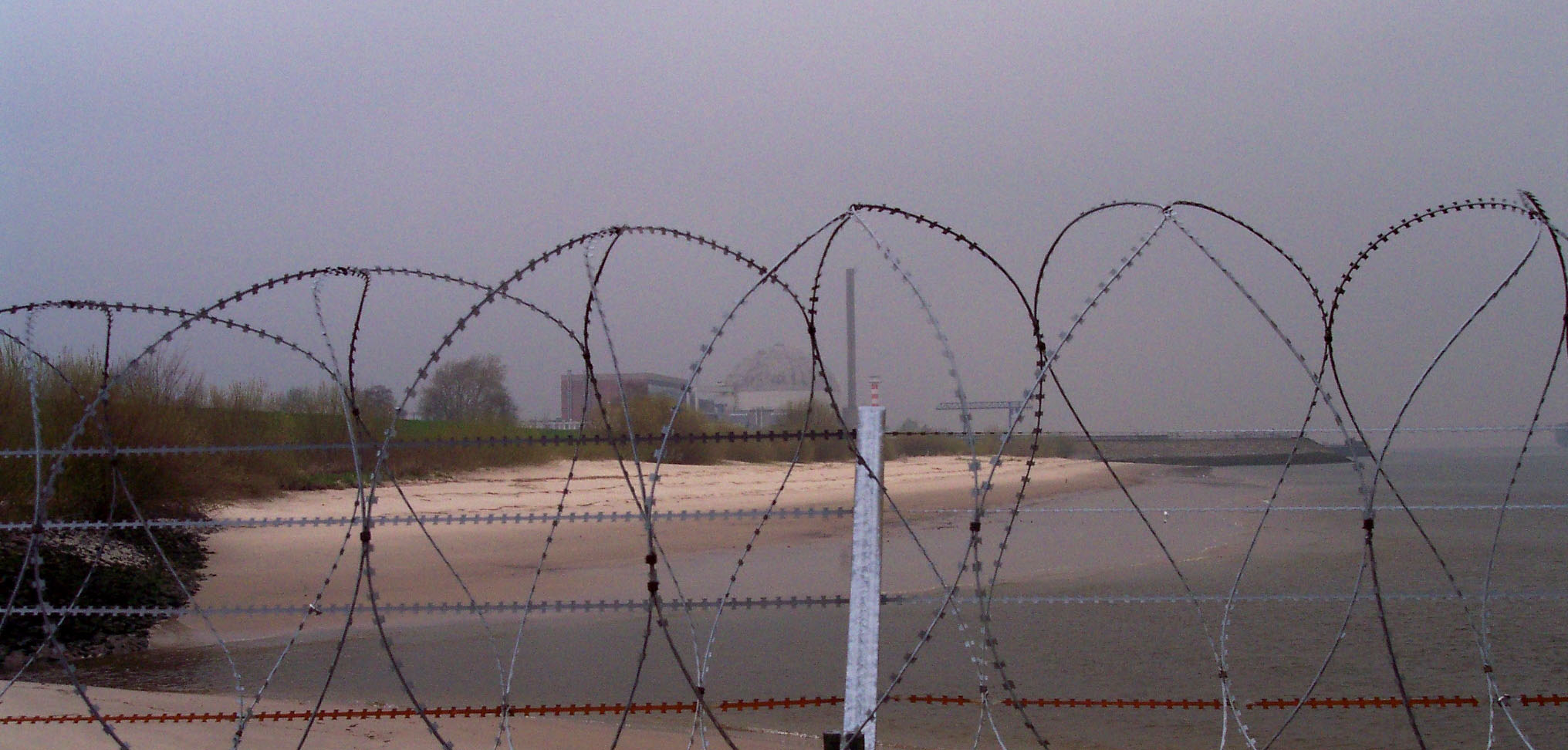
Огородження АЕС з колючого дроту

## Дані енергоблоку
АЕС мала один енергоблок:
| Енергоблок  | Тип реактору                       | Нетто- потужність | Брутто- потужність | Початок будівництва | Синхронізація з електромережею | Комерційна експлуатація | Закриття   |
| ----------- | ---------------------------------- | ----------------- | ------------------ | ------------------- | ------------------------------ | ----------------------- | ---------- |
| Stade (KKS) | водо-водяний ядерний реактор (PWR) | 640 МВт           | 672 МВт            | 01.12.1967          | 29.01.1972                     | 19.05.1972              | 14.11.2003 |